# 張平山 (軍人)
張 平山（チャン・ピョンサン、장평산）は朝鮮民主主義人民共和国の軍人、政治家。延安派に所属。別名は申聖鳳。

## 経歴
1915年、平安南道に生まれる。義烈団で活動。1934年3月、朝鮮革命幹部学校卒業。1935年4月、洛陽軍官学校卒業。1937年12月、中央陸軍軍官学校特別訓練班に入学。卒業後は朝鮮義勇隊に参加。1941年、朝鮮義勇隊華北支隊第3隊隊員として順徳で活動。1943年8月、朝鮮独立同盟晋察冀分盟盟員および朝鮮義勇軍華北支隊第2隊隊員として宣伝活動と国民党地域内の地下工作を行った。終戦後は朝鮮独立同盟辦順分盟工作委員会責任者として中国東北部で活動。1946年に38度線以北へ帰国する。
1946年8月、第2師団第4連隊参謀長。のちに砲兵連隊参謀長。
1948年、第3師団参謀長。
1950年6月、朝鮮戦争が勃発すると、第3師団参謀長として議政府方面の戦闘に参加。
1951年、第1軍団参謀長。軍事休戦会談北朝鮮代表。
1955年7月、朝鮮人民代表団副団長として北ベトナムを訪問。
1956年4月、朝鮮労働党中央委員会候補委員、朝鮮人民軍総参謀部次長、中将。
1957年8月、第2期最高人民会議代議員、第4軍団長。朝鮮戦争休戦後も人民軍の生活は厳しさが続いており、兵営だけは設営してあるものの、寝台も敷物もない有様で、軍団に支給された保衛費は一銭の余裕が無く、樹木は1本も切ることが許されなかった。張平山は、カンソン製鋼所支配人の金在天に部隊の窮状を訴え、寝台を作る鋼材の援助を要請した。金在天は工場内の被弾地や破壊された鉄筋のコンクリートなどの後片付けを条件で要請に応じ、張平山はこの任務を第10師団に任せた。そして譲り受けた鋼材で4人用の寝台を作り、これを各部隊に支給し、関節炎を患う兵士は激減した。
1958年3月中旬、党中央全員会議が招集されたが、そこで金光侠大将は1956年に一部の部隊によって「反党陰謀」が仕組まれたと報告した。これは1956年冬に民族保衛相崔庸健と総参謀長金光侠の指示で作成された暴動鎮圧計画であり、今になって金光侠は党と政府の転覆を意図した軍事暴動の計画だと言い始めた。暴動鎮圧計画作成の際、第4軍団では軍事会議が開かれ、軍団長の張平山、軍事委員兼政治部長の韓景尚、参謀長の李明鎬、第5師団長の崔敏喆らが参加したが、抗日パルチザン出身の崔敏喆を除く参加者全員が逮捕、拘禁された。さらに金光侠は報告で、張平山の余罪を暴露し、1つは軍団の兵士らの労働力を食い物にしたことで、2つ目は兵営を建設する名目でその地域の住民を立ち退かせ、ブルドーザーで住民の家を押しつぶしたというものだが、これらは事実無根であった。

## 人物
呂政によると、1日でも剃刀をあてないと黒い髭が密生してしまう男前だった。ある日忽然と消息を絶ったとし、どこかの監獄に幽閉されたか、殺されたのかもしれないと推測している。
休戦会談に参加した白善燁は、張平山の印象について北の代表の中で「少しは人間味のある態度であった。」という。